# Фридрих Карл фон Харденберг
Фридрих Карл фон Харденберг (на немски: Friedrich Karl von Hardenberg; * 6 януари 1696, дворец Харденберг, Ньортен-Харденберг; † 24 май 1763, Лондон) е благородник от род Харденберг в Долна Саксония, хановерски таен камера-съветник, градински архитект-директор, дипломат във Виена (1750), също таен съветник и военен президент.

## Биография
Той е вторият син (от 11 деца) на фрайхер Кристиан Лудвиг фон Харденберг (* 12 октомври 1662, Харденберг, Хановер; † 6 декември 1736, Харденберг) и съпругата му фрайин Катарина Сибила фон Дьорнберг (* 4 май 1669, Херцберг, Хесен-Насау; † 18 юни 1767, Хановер), дъщеря на фрайхер Лудвиг фон Дьорнберг († 1696) и Сибила фон Вангенхайм († 1742). Внук е на Хилдебранд Кристоф фон Харденберг (1621 – 1682) и Сабина Маргарета фон Винкел († 1659).
Братята му, които също са на държавна служба, са Хилдебранд Лудвиг фон Харденберг (1694 – 1696), Кристиан Лудвиг фон Харденберг (1700 – 1781), фелдмаршал, Ханс Кристоф фон Харденберг (1703 – 1747), хановерски полковник и генерал-адютант, Георг Вилхелм фон Харденберг (1705 – 1774), офицер, Александер фон Харденберг (1708 – 1738) и Август Улрих фон Харденберг (1709 – 1778), хановерски таен съветник, дипломат.
Фридрих Карл става през 1741 г. главен строителен и градински директор на Херенхаузен при Хановер и ръководи създаването на прочутите „градини на Херенхауз“. От 1747 до 1750 г. той създава на него наречения „палат/къща Харденберг“.
През 1751 г. е избран за почетен член на „Академията на науките в Гьотинген“.
Фридрих Карл фон Харденберг умира неженен и бездетен на 24 май 1763 г. в Лондон.